# Котів (Луцький район)
Ко́тів — село в Україні, у Луцькому районі Волинської області. Входить до складу Олицької міської громади. Населення становить 500 осіб.

## Географія
Характер місцевості рівнинний. На півночі межує із Звірівським заповідником. На заході розташований штучно створений ставок.

## Історія
У 1906 році село Піддубецької волості Луцького повіту Волинської губернії. Відстань від повітового міста 16 верст, від волості 12. Дворів 90, мешканців 567.
До війни поруч із селом була розташована німецька колонія Котівська. Село спалено при відступі нацистів під час Німецько-радянської війни.

## Населення
Згідно з переписом УРСР 1989 року чисельність наявного населення села становила 423 особи, з яких 183 чоловіки та 240 жінок.
За переписом населення України 2001 року в селі мешкало 449 осіб. 100 % населення вказало своєю рідною мовою українську мову.
У селі народились:
- Артемчук  Галік Ісакович (1938, с. Котів — 2017, Київ) — український філолог.

## Інфраструктура
На території села розташована школа І-ІІ ступенів та дитячий садок. Котів — єдиний населений пункт Ківерцівського району, з відсутнім автобусним сполученням із районним та обласним центрами.

## Екотуризм

Кінна ферма в селі Котів

Котів є одним з центрів екотуризму на Волині. В селі діє кінно-спортивний клуб та екосадиба.